# Crique Jute
Crique Jute ist ein Ort im Toledo District von Belize. 2010 hatte der Ort 223 Einwohner, hauptsächlich Angehörige des Volkes Mopan.

## Geografie
Der Ort liegt ziemlich abgelegen zwischen Jimmy Cut im Nordwesten und San Antonio im Süden im Nordwesten des Toledo Districts im Urwald am gleichnamigen Fluss Crique Jute (Riachuelo Jute), an der Mündung in den Columbia Branch. Eine Nebenstraße führt von Norden nach Süden zur San Antonio Road und im Westen nach Na Lum Cah und San José. Im Norden erstreckt sich Regenwald der Maya Mountains. Das Gebiet gehört teilweise zum Schutzgebiet Columbia River Forest Reserve.

## Geschichte
Crique Jute wurde 1932 von Siedlern aus San Antonio gegründet. Der Name bezieht sich auf eine Schneckenart, Jute-Sniggen (Jute-Snail, Pachychilus indiorum), die in der Gegend verbreitet ist. Crique ist die spanische Form des englischen Wortes Creek für „Bach“.
Der Ort wählt einen Alcalde.

## Kultur
Der Ort hat seit 1991 eine eigene Grundschule.

## Klima
Nach dem Köppen-Geiger-System zeichnet sich durch ein tropisches Klima mit der Kurzbezeichnung Af aus.